# Orgona-keskenymoly
Az orgona-keskenymoly (Gracillaria syringella) a valódi lepkék (Glossata) közé sorolt keskeny szárnyú molyfélék (Gracillariidae) családjának egyik, Magyarországon is élő faja.

## Elterjedése, élőhelye
Európában és Kis-Ázsiában honos faj. Emellett előfordul Kanadában is, ahová valószínűleg behurcolták.

## Megjelenése
12–14 mm fesztávolságú szárnya tarka: barna-fekete-sárga foltokkal.

## Életmódja
Évente két nemzedéke kel ki; az első március–áprilisban, a második augusztus–szeptemberben. Az imágó főként az orgonabokrok körül röpköd – elsősorban nappal, de néha éjszaka is. A mesterséges fény vonzza. A hernyó fiatalon foltaknát rág, később összesodort levelekben él. Elsősorban orgonáról (Syringa) ismert, de megél más növényeken is:
- kecskerágó (Euonymus),
- aranyfa (Forsythia),
- kőris (Fraxinus),
- jázmin (Jasminum),
- fagyal (Ligustrum),
- hóbogyó (Symphoricarpus),
- bangita (Viburnum).

## Külső hivatkozások
- Mészáros Zoltán – Szabóky Csaba: A magyarországi molylepkék gyakorlati albuma. Budapest: Agroinform. 2005.  arch Hozzáférés: 2018. április 6. (PDF)